# Gwendolyn B. Bennett
Gwendolyn B. Bennett, née le 8 juillet 1902 à Giddings dans l'État du Texas et morte le 30 mai 1981 à  Reading dans l'État de Pennsylvanie, est une journaliste, rédactrice en chef, graphiste, critique culturelle, directrice de publication, poète occasionnelle, nouvelliste américaine. Elle a contribué au journal Opportunity: A Journal of Negro Life, elle y tient une rubrique The Ebony Flute. Bien qu'ayant de réels talents prosodique et poétique, elle a abandonné l'écriture pour se consacrer au métier de journaliste pour diffuser les apports des différents artistes du mouvement dit la Renaissance de Harlem au sein de différents journaux et magazines. Elle a été la directrice du Harlem Community Art Center (en) de 1939 à 1944, qu'elle quitte à la suite d'une enquête du House Un-American Activities Committee (HUAC) qui la soupçonne d'être une communiste, elle fonde alors la George Carver Community School qui sera également fermée en 1947 par la HUAC. Elle travaille après comme correspondante du Consumer Reports jusqu'à sa retraite en 1968.

## Biographie

### Jeunesse et formation
Gwendolyn Bennett Bennett est la fille de Joshua Robbin Bennett et Mayme F. (Abernethy) Bennett, elle passe sa petite enfance dans la réserve de la tribu indienne des Paiute, située à Wadsworth (Nevada), où ses parents sont enseignants au service du Bureau des affaires indiennes,.
En 1906, alors que Gwendolyn B. Bennett est âgée de quatre ans, sa famille déménage au 1454 T. Street Northwest, à Washington (district de Columbia), afin que son père puisse poursuivre des études de droit à l'Université Howard et sa mère des études d'esthéticienne[réf. nécessaire]. Trois ans plus tard, ses parents divorcent. La garde de Gwendolyn B. Bennett est confiée à sa mère, Mayme. Refusant cette décision, Joshua Bennett kidnappe sa fille et l'élève avec sa nouvelle compagne, Marechal Neil. Ils se cachent et déménagent régulièrement le long de la côte Est. Ils s'installent notamment à Harrisburg en Pennsylvanie et à Brooklyn, New York.
En 1918, Gwendolyn Benett, alors âgée de 16 ans, suit ses études secondaires à la Girls' High School (en) de Brooklyn, quelle achève en 1921. Lors d'une compétition d'art dans son école, Gwendolyn obtient la première place. Elle est aussi la première afro-américaine à rejoindre des clubs de théâtre et de littérature. Elle y écrit sa première pièce de théâtre et y joue. Bennett rédige également deux discours pour la remise de diplômes de fin d'année de sa classe, et dans ce même contexte les paroles d'une chanson.
Après avoir obtenu son diplôme en 1921, Bennett suit des cours de beaux-arts à l'Université Columbia et à l'Institut Pratt. Lors de ses études universitaires, en novembre 1923, l'un de ses poèmes, Heritage, est publié dans The Crisis, le magazine de la National Association for the Advancement of Colored People (NAACP). Un mois après, en décembre, ce même poème est présent dans Opportunity, un magazine publié par la National Urban League. En 1924, c'est son poème To Usward qui est lu comme ouverture à la présentation de There is confusion, le roman de Jessie R. Fauset, lors d'un dîner organisé par Charles S. Johnson pour le Civic Club. Bennett et Fauset travaillent en effet toutes deux à mettre en lumière les luttes pour faire entendre les voix énonçant liberté et patriotisme. Si Fauset expose l'impact optimiste que la guerre a pu avoir sur la société, Bennett pointe et explicite, de façon complémentaire, le chagrin que cette guerre y a apporté.
En 1924, Bennett est diplômée de l'Université Columbia et de l'Institut Pratt. On lui offre un poste à l'Université Howard pour enseigner le graphisme, l'aquarelle et diverses techniques des arts appliqués. En décembre 1924, une bourse lui permet de se rendre à Paris pour étudier à la Sorbonne. Elle continue alors ses études des beaux-arts à l'Académie Julian et à l'Ecole du Panthéon. Bennett travaille différents matériaux, comme l'aquarelle, l'huile, la gravure sur bois, l'encre et le crayon, le batik, ce qui lui permet de lancer sa carrière de designer graphique. Cependant, en 1926, la majorité des pièces qu'elle réalise à cette époque seront détruits dans l'incendie de la maison de sa belle-mère où elles étaient stockées.

### Carrière sociale et culturelle

#### Implication dans la Renaissance de Harlem
Gwendolyn B. Bennett est une figure importante, qui a eu une influence directe sur l'essence-même de la Renaissance de Harlem. Son travail met l'accent sur la fierté et la revendication d'une appartenance culturelle africaine passant, par exemple, par la danse et la musique. L'un de ses poèmes les plus influents, Fantasy, n'est pas seulement l'expression de cette fierté, mais aussi celle d'un féminisme appliqué à toutes les femmes, mettant en lumière toutes les possibilités qui à cette époque n'étaient pas nécessairement imaginables pour les femmes.

#### The Ebony Flutepour le magazineOpportunity
Bennett quitte Paris en 1926 et se réinstalle à New York pour devenir l'assistante du rédacteur en chef du magazine Opportunity. Cette position lui permet de publier des articles dont les sujets se centrent sur la littérature et les beaux-arts. Entre 1926 et 1928, Bennett y a une colonne, intitulée The Ebony Flute, dans laquelle elle met en avant la culture et la vie sociale de Harlem, la fierté et la revendication d'une appartenance culturelle d'ascendance africaine. En ce sens, et grâce à ses contacts, elle promeut le mouvement de la Renaissance de Harlem par le biais de celles et ceux qui pensent et créent cette Renaissance, permettant aux lecteurs et aux lectrices d'en suivre la diversité et les évolutions. Le titre de cette rubrique s'inspire de Harlem, poème de William Rose Bennet. Et au-delà de faire partager la vivacité de ce mouvement, The Ebony Flute l'influence directement. Si dans cette colonne elle ne publie jamais ses propres poèmes, ni non plus ses écrits, qui s'inscrivent pourtant dans le mouvement de la Renaissance de Harlem, ses travaux artistiques illustrent les couvertures de Opportunity mais aussi de The Crisis. Ses sujets de prédilections sont la diversité des races, des âges, des classes et/ou des genres, ce qui permet à Bennett de représenter la beauté dans toute sa diversité.

#### Cocréation deFire!!
La même année, Bennett s'engage auprès de Langston Hughes et Richard Bruce Nugent comme cofondatrice du journal littéraire Fire!!. Dans ce magazine au numéro unique, aujourd'hui vu comme un moment clé de la Renaissance de Harlem, Bennett est corédactrice en chef avec Zora Neale Hurston, John Davis et Aaron Douglas.

#### Groupe de soutien entre jeunes auteurs et auteures de Harlem
Entre 1923 et 1931, Bennett organise un groupe de soutien aux jeunes auteurs et auteures de Harlem qui leur permet d'entrer en relation, s'encourager mutuellement, s'entraider intellectuellement, socialement et éventuellement financièrement, ainsi que de rencontrer leurs pairs, plus âgés et souvent en postes en universités. Ce groupe compte Langston Hughes, Countee Cullen, Eric Walrond, Helene Johnson, Wallace Thurman, Richard Bruce Nugent, Aaron Douglas, Alta Sawyer Douglas, Rudolph Fisher and Zora Neale Hurston. Il est soutenu par Charles S. Johnson, Alain Locke, W. E. B. Du Bois, Jessie Fauset, and James Weldon Johnson. Dans une interview en 1979, Bennett dit que ce n'était « rien de comparable à ce genre de groupe où tu vois tous le temps les mêmes gens. On était toujours content de se voir. On était toujours excités de se retrouver et d'être ensemble. » Ce groupe développé par Gwendolyn B. Bennett lui a permis de rester très fortement connectée à la Renaissance de Harlem, alors qu'elle n'était plus nécessairement sur place.

#### Travail artistique et réception critique
En 1926, en parallèle de ses activités pour Opportunity, Gwendolyn Bennett reçoit une bourse de la Fondation Barnes pour son travail d'art et de design. La même année elle reprend également l'enseignement des beaux-arts à l'Université Howard.
Gwendolyn Bennett écrit la même année To a Dark Girl, l'un de ses plus célèbres poèmes d'inspiration romantique et lyrique, célébrant le fait d'être d'ascendance africaine. Dans une logique d'émancipation des caractéristiques afro-américaines, les images qu'utilise Bennett figurent des reines permettant aux afro-américaines de renouer avec le fait d'être noires.
Le travail que Gwendolyn B. Bennett a accompli pendant cette période de sa vie a été salué par ses confrères et ses consœurs de Harlem. Le dramaturge Theodore Ward (en) a déclaré que le travail de Bennett était l'un des plus prometteurs parmi les poètes de la Renaissance de Harlem, soulignant la profondeur et la compréhension mise en œuvre dans son travail. J. Mason Brewer, folkoriste et conteur, dit de Bennett qu'elle est connue nationalement comme artiste et poète, ce qu'il attribue à l'origine texane qu'il partage avec Bennett : « Les texans éprouvent leur droit à revendiquer la beauté de ses paroles poignantes, du fait même qu'elles traduisent en partie ses impressions d'enfance s'éveillant face aux paysages du Texas. »

#### Le New Deal
Gwendolyn Bennett se marie en 1927 avec le Dr. Albert Joseph Jackson. Devant le désaveu de l'administration de l'Université Howard face à cette relation, le couple déménage à Eustis, en Floride. Cela a un impact négatif sur le travail de Gwendolyn Bennett - comme si l'éloignement de Harlem l'empêchait de recevoir les informations nécessaires pour écrire dans sa rubrique d’Opportunity. Du fait du racisme, et de leurs problèmes financiers, le couple ne reste que trois ans en Floride, puis il déménage à Long Island en 1930. Gwendolyn Bennett comment à écrire plus fréquemment après avoir travaillé avec les organisations du New Deal comme le Federal Writers' Project et le Federal Art Project. En 1936 le couple perd sa maison de Long Island, à la suite de quoi Jackson meurt. Gwendolyn Bennett déménage à nouveau à New York,.
En 1940, Gwendolyn Bennett épouse en secondes noces l'écrivain et enseignant Richard Crosscup, d'origine européenne. À cette époque, ce mariage interracial n'est pas socialement accepté. Harlem demeure la passion de Gwendolyn Bennett, cependant, à partir de la fin des années 1930 et durant les années 1940 elle continue à exercer dans les arts visuels. Elle est membre de la Harlem Artists Guild (en) en 1935. Entre 1939 et 1944 elle dirige le Harlem Community Art Center (en). Durant ce mandat, elle fait également partie du conseil de la Negro Actors Guild of America (en) et s'implique dans le développement de l'école George Washington Carver Community School. 

#### Les soupçons du FBI
À partir de 1941 et jusqu'en 1959, soupçonnant Gwendolyn Bennett d'être communiste, le FBI enquête sur elle sans trouver de preuves. Cette expérience la fait se retirer d'une exposition publique et elle commence à travailler pour une association de consommateurs, la Consumers Union. Gwendolyn Bennett prend sa retraite en 1968 et déménage avec son mari, Crosscup, dans une petite ville de Pennsylvanie, Kutztown. Ils y ouvrent un magasin d'antiquités qu'ils appellent Buttonwood Hollow Antiquites.

### La fin
En 1980, le mari de Gwendolyn Bennett, Richard Crosscup, meurt.
Gwendolyn B. Bennett succombe à des complications cardiovasculaires le 30 mai 1981 à l'hôpital Reading, à Reading en Pennsylvanie.

## Œuvres
La carrière littéraire de Gwendolyn B. Bennett est brève (1923-1927) et sa production n'est pas assez conséquente (15 poèmes, 2 nouvelles courtes, par exemple Wedding Day fait 6 pages) pour avoir fait l'objet d'édition de ses œuvres, cela dit, son travail est présent dans diverses anthologies (Cf. section bibliographie) et sur le site de l'Academy of American Poets.

## Pour approfondir

#### Notices dans des encyclopédies et manuels de référence
- (en-US) Abraham Chapman (dir.), Black voices; an anthology of Afro-American literature, St. Martin's Press, 1 janvier 1968, rééd. 1970, 726 p. (ISBN 9780451626608, lire en ligne), p. 460-467,
- (en-US) James Weldon Johnson, (dir.), The Book Of American Negro Poetry, Independently Published, 1983, rééd. 22 août 2020, 316 p. (ISBN 9798674125907, lire en ligne), p. 243-246,
- (en-US) Jessie Carney Smith, Notable Black American Women : Book I, Gale Research, novembre 1991, 1334 p. (ISBN 9780810347496, lire en ligne), p. 77-80,
- (en-US) Darlene Clark Hine, Black Women in America: An Historical Encyclopedia, volume 1, Indiana University Press, 1 mai 1990, rééd. 1993, 737 p. (ISBN 9780803954540, lire en ligne), p. 106-109,
- (en-US) Countee Cullen (dir.), Caroling Dusk: An Anthology of Verse by Black Poets of the Twenties, Kensington Publishing Corporation, 19 janvier 1993, 241 p. (ISBN 9780806513492, lire en ligne), p. 155-162,
- (en-US) John A. Garraty (dir.), Mark C. Carnes (dir.) et Theresa Leininger-Miller (rédactrice), American National Biography, vol. 2 : Baker - Blatch, New York, Oxford University Press, USA, 1999, 955 p. (ISBN 9780195127812, lire en ligne), p. 578-579.
- (en-US) Emmanuel S. Nelson, African American authors, 1745-1945, Greenwood Press, 1er janvier 2000, 529 p. (ISBN 9780313007408, lire en ligne), p. 18-23.
- (en-US) Janet Witalec, The Harlem Renaissance: A Gale Critical Companion, volume 2, Gale Cengage, 11 octobre 2002, rééd. 2003, 2008, 769 p. (ISBN 9780787666200, lire en ligne), p. 1-34,
- (en-US) Craig Gable (dir.), Ebony Rising: Short Fiction of the Greater Harlem Renaissance Era, Indiana University Press, 1er février 2004, 552 p. (ISBN 9780253216755, lire en ligne), p. 200-205,
- (en-US) Jeffrey Brown Ferguson, The Harlem Renaissance: A Brief History with Documents, Bedford/St. Martin's, 28 décembre 2007, 228 p. (ISBN 9780312410759, lire en ligne), p. 101,
- (en-US) Henry Louis Gates Jr. (dir.), Evelyn Brooks Higginbotham (dir.) et Theresa Leininger-Miller (rédactrice), African American National Biography, vol. 1 : Aaron-Brown, Ruth, New York, Oxford University Press, USA (réimpr. 2013) (1re éd. 2008), 577 p. (ISBN 9780195160192, lire en ligne), p. 487-489,

#### Articles
- (en-US) Sandra Y. Govan, « Gwendolyn B. Bennett : Dramatic Tension in her Life and Art », The Langston Hughes Review, vol. 6, no 2,‎ 1987, p. 29-35 (7 pages) (lire en ligne ),
- (en-US) Michael A. Chaney, « Traveling Harlem's Europe: Vagabondage from Slave Narratives to Gwendolyn Bennett's "Wedding Day" and Claude McKay's "Banjo" », Journal of Narrative Theory, vol. 32, no 1,‎ hiver 2002, p. 52-76 (25 pages) (lire en ligne ),
- (en-US) Kirsten Bartholomew Ortega, « The Black Flâneuse: Gwendolyn Brooks's "In the Mecca" », Journal of Modern Literature, vol. 30, no 4,‎ été 2007, p. 139-155 (17 pages) (lire en ligne ),
- (en-US) Belinda Wheeler, « Gwendolyn Bennett's "The Ebony Flute" », PMLA, vol. 128, no 3,‎ mai 2013, p. 744-755 (12 pages) (lire en ligne ),